# Хенри Јонсон
Хенри Јонсон (швед. Henry Jonsson; Стугун, 12. мај 1912 — Стокхолм, 9. март 2001) бивши је шведски атлетичар, специјалиста за трку на 5.500 м. Године 1940. мења име у Хенри Келерне.
Представљао је Шведску на Олимпијским играма 1936. у Берлину и освојио бронзану медаљу на 5.000 метара. Две године касније, на Евроском првенству у Паризу био је други у истој дисциплини.
Јонсон је у дисципинама трчања на 2.000 м и 3.000 м био светски рекордер, као и национални рекордер на 1.500 м, а четворотруки на 5.000 метара.

## Рефренце
1. ↑  Развој светских рекорда на 2.000 и 3.000 метара